# James Hargreaves
James Hargreaves (Oswaldtwistle, 1720 – Nottingham, 22 aprile 1778) è stato un carpentiere e inventore britannico, celebre per avere inventato, secondo diverse fonti, la giannetta (in inglese, spinning jenny), nel 1764.
Hargreaves (ma il cognome è talvolta trascritto Hargraves) nacque a Knuzden Brook vicino Stanhill, nel Lancashire, e fu battezzato l'8 gennaio 1721. Visse presso Blackburn, all'epoca una città con una popolazione di circa 5000 anime, conosciuta per la produzione dei cosiddetti "Blackburn greys", vestiti in lino e cotone, che venivano colorati a Londra. La domanda di filati di cotone aveva superato l'offerta ed il tradizionale arcolaio non riusciva a tenere il passo.
Nel 1764, lo sviluppo della spinning jenny riuscì significativamente ad aumentare la produttività. Comunemente si ritiene che il nome sia un omaggio di Hargreaves alla figlia Jenny. In realtà, jenny era il termine usato nel nord dell'Inghilterra per engine ('macchina').